# گروس ووشتنفلده
گروس ووشتنفلده (به آلمانی: Groß Wüstenfelde) یک شهر در آلمان است که در Rostock District واقع شده‌است. گروس ووشتنفلده ۱٬۱۶۱ نفر جمعیت دارد.